# ボンディー・チュウ
ボンディー・チュウ（趙學而、英語: Bondy Chiu、本名：趙慧燕、1971年3月31日 -）は、香港の女性歌手・女優である。
女優としての代表作品は『天龍八部』（木婉清役）、『皆大歡喜』（林玉露役）など。

## ディスコグラフィー

### 参加アルバム
- 1993年：
  1. 蔡濟文：『you're the only』 - 合唱曲：『Hey Paula』
  2. 数々アーティスト：『反斗最多星』 — 合唱曲：『卡拉恭喜』
- 1995年：数々アーティスト：『心経』 — 關淑怡、蘇永康と共に、合唱曲は『心経』
- 1997年：数々アーティスト：『「香港是我家」主題歌』 — 合唱曲：『前一步』
- 1999年：数々アーティスト：『「香港演藝界921傳心傳意大行動」主題歌』 — 合唱曲：『這城市有愛』
- 2000年：王傑：『Giving』 — 合唱曲：『誰明浪子心』
- 2002年：羅嘉良：『歲月流聲 新曲+精選』 — 合唱曲：『愛多錯多』（TVBドラマ『七姊妹』主題歌）
- 2005年：
  1. 林文龍、謝天華、廖碧兒、薛家燕、劉愷威、阮兆祥、鄧兆尊、陳彥行：『皆大歡笑』 — 『皆大歡笑』
  2. 謝天華：『皆大歡笑』 — 『戀愛要開心』
  3. 廖碧兒、薛家燕、陳彥行：『皆大歡笑』 — 『等愛的女人』
- 2005年：『黄偉文十周年作品集After Ten』　カバー曲：『最佳位置』
- 2007年：
  1. 『一期一會Music Theatre Soundtrack』　カバー曲：『偏偏喜歡你』
  2. 林一峰：『一期一會Music Theatre Soundtrack』 — 合唱曲：『旅程』

### アルバム

#### 広東語のスタジオ・アルバム
| 枚  | 発売日        | 商品番号  | 定価           | 発売元    | タイトル               | オリコン 最高位 | RIAJ認定 |
| --- | ------------- | --------- | -------------- | --------- | ---------------------- | --------------- | -------- |
| 1st | 1995年8月21日 | HHCP-1001 | ¥2,621（税込） | Halo Halo | エブリ・トゥ・セカンド |                 |          |

- 1995年：『エブリ・トゥ・セカンド 』
- 1996年：『越怕越愛』
- 1997年：『尋人』、『趙學而家系列17首 新曲加精選』
- 1998年：『我說過要你快樂』
- 1999年：『INSIDE』
- 2000年：『最好慢慢來 新曲加精選』（2007年再リリース）
- 2008年：『聽』

### EP
- 1994年：『反叛情歌EP』

### ベストアルバム
- 2005年：『Be Right Back 精選』

### VCD
- 1996年：『每隔兩秒』

## 主な出演作品

### テレビドラマ
- 1995年－『O記實錄』
- 1996年－『O記實錄II』
- 1997年－『天龍八部』　木婉清 役
- 1998年－『龍堂』
- 2001年－『勇往直前』
- 2001年-2005年－長編ドラマ『皆大歡喜』　林玉露 役

### 映画
- 1996年－『想見你』
- 1997年－『蘭桂坊七公主』
- 1998年－『烈火青春』